# Gustavo Reyes Bardales
Gustavo Adolfo Reyes Bardales (* Huacaybamba, 1953 - ) es un ingeniero químico y político peruano. 

## Biografía
Nació en Huacaybamba, Departamento de Huánuco, el 16 de junio de 1953. Luego de concluir sus estudios escolares, ingresa en 1974 a la Universidad Nacional Mayor de San Marcos para seguir estudios de Ingeniería Química, consiguiendo el Título en 1993. Para solventar sus estudios, trabaja como empleado civil del Ministerio de Guerra (1977-1981) y como asistente de planta de Baterías Record (1987-1989).
Ingresa a la política encabezando la Lista de Izquierda Unida, logrando la alcaldía provincial de Huacaybamba para el periodo 1990-1992, siendo reelecto por la misma Lista para el periodo 1993-1995. Luego encabeza la Lista independiente No.3 para el periodo 1996-1998. Para el periodo 2007-2010, gana nuevamente la alcaldía postulando por el Partido Perú Posible en las elecciones regionales y municipales del Perú de 2006.